# Timothee Adamowski
Timothee Adamowski (24. března 1857, Varšava, Polsko – 18. dubna 1943, Boston, Spojené státy americké) byl americko-polský violoncellista, dirigent a hudební skladatel. Spolu se svým bratrem, Josephem Adamowskim, a svou švagrovou, založili Adamowski trio.
Studoval na varšavské a pařížské konzervatoři. V roce 1879 podnikl koncertní šňůru po USA se zpěvačkou Clarou Louisou Kelloggovou. V USA zůstal a stal se pedagogem na New England Conservatory v Bostonu. V letech 1890 až 1894 dirigoval Boston Pops Orchestra. Složil několik skladeb pro violoncello.